# Атака Фегателло
Атака Фегателло — дебют, начинающийся ходами: 
 1. e2-e4 e7-e5 
 2. Kg1-f3 Кb8-c6 
 3. Cf1-c4 Kg8-f6 
 4. Kf3-g5 d7-d5 
 5. e4:d5 Kf6:d5 
 6. Kg5:f7
Относится к открытым началам. Вариант защиты двух коней.

## Происхождение названия
Название дебюта происходит от итальянского слова «фегателло» (итал. fegatello), обозначающего блюдо из свиной печени. При приготовлении фегателло печень перед жаркой традиционно оборачивается в  жировую сетку. На шахматной доске создаётся сходная ситуация: чёрный король словно попадает в матовую сеть, а белые с каждым ходом усиливают накал борьбы. Отсюда альтернативное название — «Атака жареной печени».

## История
Данное продолжение защиты двух коней было известно на протяжении ряда веков, первое его упоминание относят к партии Полерио, игранной в 1610 году. В настоящее время дебют изредка применяет Алексей Широв.

## Идеи дебюта
Жертвуя коня, белые завлекают чёрного короля на поле f7 и получают шансы на атаку. Как показывает практика, атака Фегателло может быть эффективным средством борьбы белых при игре в блиц, а также против менее опытных соперников. При этом в партиях, где на обдумывание ходов отводится достаточно времени, чёрные в состоянии найти эффективное опровержение планам белых.

## Варианты
После 6. …Крe8:f7 возможны следующие продолжения:
- 7. Фd1-f3+ Крf7-e6 (На 7. …Крf7-g8?? последует 8. Сс4:d5+ или 8. Фf3:d5+ с последующим матом.) 8. Kb1-c3
  - 8. …Kc6-e7 — Защита Полерио.
  - 8. …Кс6-b4. Если белые не играют 9. a2-a3, то возможно 9. …с7-с6 для укрепления позиции коня на d5.
    - 9. a2-a3 — белые стремятся устранить защиту коня на d5, отдавая взамен свою ладью: 9. …Kb4:c2+ 10. Кре1-d1 Kc2:a1 11. Кxd5! Фh4! (найденное опровержение варианта с 9. a3:
    - 1) 12. Кxc7++ Крd7! 13. Фf7+ Фe7 14. Кxa8 Фxf7 15. Сxf7 Сc5! 16. d4! Сxd4 17. Сe3 Сxe3 18. fe Лf8 19. Сa2 Лf2 (или с перестановкой
    - ходов 17... Лf8 18. Сa2 Сxe3 19. fe Лf2) с ясным перевесом черных;
    - 2) 12. Кb6+ Крe7! 13. Кxc8+ (проигрывает 13. Фf7+? Крd8 14. Кxa8 Сd6 15. Кxc7 Сxc7) 13...Лxc8. У черных также перевес как после 14. d3
    - Крd8 15. Фd5+ Сd6 так и после 14. b3 b5! 15. Сxb5 Лb8 16. Сa4 Кxb3 17. Сxb3 Крd8!)
    - 9. Фf3-e4?!
    - (возможно также 9. Сb3 c6 10. a3 Кa6 11. d4 Фf6 12. Фe2 Кc7 13. O-O Крf7 14. Кe4 Фf5 15. de Кe6 (15. ... h5) или 9. d4 Кxc2+ 10. Крd1 Кxd4 11. Сxd5+ Крd6 c примерным равенством в обоих случаях; к более сложной игре ведет 9. O-O!? c6 10. d4 Фf6 11. Фd1!? и если 11. ... ed!? то 12. Кe4 Фf5 13. с3 Кa6 14. Сd3 Крe7 15. Сg5+ Крf7 16. Кd6+ Сxd6 17. Сxf5 Сxf5 18. Фxd4 Сc5 19. Фd2 и шансы белых с ферзем и пешкой против трех легких фигур несколько выше, а на 11. ... Крe7! сильно 12. Лe1! Фg6! 13. Лxe5+ Крd8 14. a3 Кxc3 15. bc Кd5 16. Сg5+ Крc7! 17. Фf3 h6! 18. Сd3 и если черные не хотят жертвовать ферзем: 18... Фxg5 19. Лxg5 hg с лучшими шансами у белых, то на 18. ...Фd6! может последовать 19. Сh4 g5 20. Сg3 Кf4 21. Лe4 Фd8 22. c4 a6 23. Лxf4 gf 24. Сxf4+ Крb6 25. Фg3 Крa7 26. Лb1 Сxa3 27. Сc7 Фxd4 28. Сe5 Фd8 29. Сxh8 Фxh8 30. Фe3+ c5 31. Сe2 Сb2 32. Фxc5+ Крb8 33. Фd6+ с вечным шахом); поэтому за белых точнее 11. Фе2! с двумя основными продолжениями:
    - А. 11... Крe7 12. Кe4 Фg6 13. de Сf5 14. f3 Крe8 15. a3 Кa6 16. Сxd5 cd 17. Кd6+ Крd8 18. Сf4 Лc8 19. Кxb7+ Крe7 20. e6 Фxe6 21. Сd6+ Крf6 22. Фxa6 Сxd6 23. Фxd6 Фxd6 24. Кxd6 Лxc2 25. Кxf5 Крxf5 с лишней, но трудно реализуемой пешкой у белых в ладейном эндшпиле;
    - Б. 11... Крd7 12. de Фf5 (явный перевес у белых и после 12...Фg6 13. a3 Кxc3 14. e6+ Крd8 15. bc Кd5 16. Лe1 Сd6! 17. Сxd5 cd 18. c4 Сxe6! 19. Фxe6 Фxe6 20. Лxe6 Крd7 21. cd Лhc8 22. Сb2! Лxc2 23. Сxg7 Сxa3 24. Лh6!) 13. a3 Кxc3 14. bc Кd5 15. Сd3 Фf7 16. f4 Сc5+ 17. Крh1 с существенным перевесом у белых как после 17... Крc7 18. f5 Крb8 19. c4 Кc7 20. Сg5, так и при 17... b5 18. f5 Крc7 19. Сg5 Лe8 20. c4 bc 21. Сxc4 Сxf5 22. g4 Фe6 23. Лxf5
    - 9. ...c7-c6 10. a2-a3 Kb4-a6 11. d2-d4 Ka6-c7 — вариант Леонгардта с примерным продолжением: 12. f4 Крd7! 13. fe Крe8! 14. O-O Сe6 и у черных некоторый перевес благодаря фигуре за 2 пешки.

## Примерная партия
Полерио — Доменико, Рим, 1610
1. e4 e5 2. Кf3 Кc6 3. Сc4 Кf6 4. Кg5 d5 5. ed К:d5 6. К:f7 Kр:f7 7. Фf3+ Kрe6 8. Кc3 Кe7 9. d4 c6 10. Сg5 h6 11. С:e7 С:e7 12. 0—0—0 Лf8 13. Фe4 Л:f2 14. de Сg5+ 15. Kрb1 Лd2 16. h4 Л:d1+ 17. Л:d1 С:h4 18. К:d5 cd 19. Л:d5 Фg5 20. Лd6+ Kрe7 21. Лg6. 1-0